# Gilles d'Aurigny
Gilles d’Aurigny [Daurigny], dit « Le Pamphile » est un homme de loi et un poète français du XVIe siècle. Il est mort jeune, en 1553 ou peu avant.

## Biographie
Né à Beauvais, Gilles d’Aurigny fut avocat au Parlement de Paris. Sa carrière a été émaillée de quelques publications juridiques, notamment des Ordonnances des rois de France. Sa vie est mal connue mais il est évident qu'il a embrassé les idées réformées. Il se surnomme « L’Innocent égaré », peut-être en référence à la coexistence dans son œuvre du droit et de la poésie, et « Le Pamphile ». Il signait ses œuvres de sa devise « Un pour tout ».

## Œuvres juridiques
- Les Constitutions et ordonnances faictes et compillées, pour le bien... des regnicoles de France, par... les roys Charles septiesme, Loys unziesme, Charles huitiesme, Loys douziesme et Françoys premier du nom du nom à présent régnant. Avec la très utile et nécessaire table alphabétique par cy-devant et jusques à présent non veue ne par aucun practiquée sur lesdites ordonnances... par Gilles Daurigni.  [Paris] : [Antoine Bonnemère], 1527. 8°, [44] f. Paris BNF.

Œuvre rééditée avec un titre modifié : Les Ordonnances et institutions faictes par feux de bonne mémoire les roys Charles septiesme, Loys unziesme, Charles huytiesme, Loys douziesme et François premier du nom... Paris : 1528. 2°. Paris BNF.

## Œuvres profanes

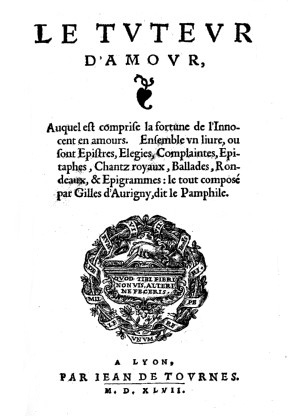
Le Tuteur d'amour de Gilles d'Aurigny (Lyon, 1547).

- Aureus de utraque potestate, temporali scilicet et spirituali, libellus, in hunc usque diem non visus. Somnium Viridarii vulgariter nuncupatus... Paris : Galiot Du Pré, 1516. 4°.

Commentaire latin d'une œuvre connue sous le titre de Songe du Verger, attribuée à Évrart de Trémaugon.
- Le Cinquante-deuxiesme arrest d’amours, avecques ses ordonnances sur le fait des masques. – [Paris] : « on les vend en Saint-Jean de Latran en la maison de Cheradame », 1528. 8°. Attribué à la fin par la mention « Ainsi signé le Pamphile ». Paris BNF. Numérisé sur Gallica.

La même œuvre (Cinquante-deuxiesme arrest Des marys ombrageux qui prétendent la reformation sur les privileges des masques, suivie des Ordonnances sur le faict des masques) est incluse à la fin de l’ouvrage de Martial d’Auvergne (1430-1508) intitulée : Les Déclamations, procedeures et arrestz d'amours, nouvellement donnez en la court et parquet de Cupido, à cause d'aucuns differens entenduz sur ceste police... Paris : Philippe Le Noir, 1545. 8°, 120 f. Elle est encore incluse (en français) à la fin de la même œuvre (en latin) : Lyon : Sébastien Gryphe, 1546. 8°, 430 p. D’autres éditions suivent jusqu’en 1555.
- Le Livre de police humaine, lequel a esté extraict des amples volumes de François Patrice par maistre Gilles d’Aurigny et nouvellement traduict de latin en françois par maistre Jehan Le Blond. – Paris : 1544. 8°.

C’est une traduction réduite d’une œuvre de Franciscus Patricius (1413-1494). Œuvre rééditée jusqu’en 1554 au moins ; l’édition de Paris : Guillaume Thiboust, 1554, est numérisée sur Gallica.
- La Genealogie des dieux poetiques, nouvellement composée par l’Innocent esgaré. Poitiers : Marnef, 1545. 16°.

Contient une traduction en français de l’Heracles de Lucien de Samosate.
- La Peincture de Cupido, par l’Innocent égaré. Poitiers : De Marnef, 1545. 8°.
- Le Tuteur d’amour, auquel est comprise la fortune de l’Innocent en amour, composé par Gilles d’Aurigny dict le Pamphille. Ensemble un livre où sont epistres, elegies, complainctes, epitaphes, chants royaulx, ballades ou rondeaulx. – Paris : 1546. 8°.

Il existe plusieurs éditions de cette œuvre, la plus connue de l’auteur (Lyon : Jean de Tournes, 1547, numérisée sur Gallica ; Paris : Jean Ruelle, 1553, numérisée sur Google Books). C’est un poème en quatre chants, en vers décasyllabes, remarqué à l’époque pour un style élégant et une imagination riche.
- Les Fictions poëtiques, colligées des bons et meilleurs autheurs, pour le soulagement et contentement de ceux qui désirent cognoistre et entendre chose difficile, avec la joyeuse description d'Hercules de Gaule, traduite du grec (de Lucien) en françois, par l'Innocent Égaré). Lyon : Benoist Rigaud et Jean Saugrain, 1557. 16°, XII-83 p. Paris BNF. Numérisé sur Gallica.

Il s’agit d’une reprise plus développée de la Généalogie des Dieux poétiques de 1545.

## Œuvres spirituelles

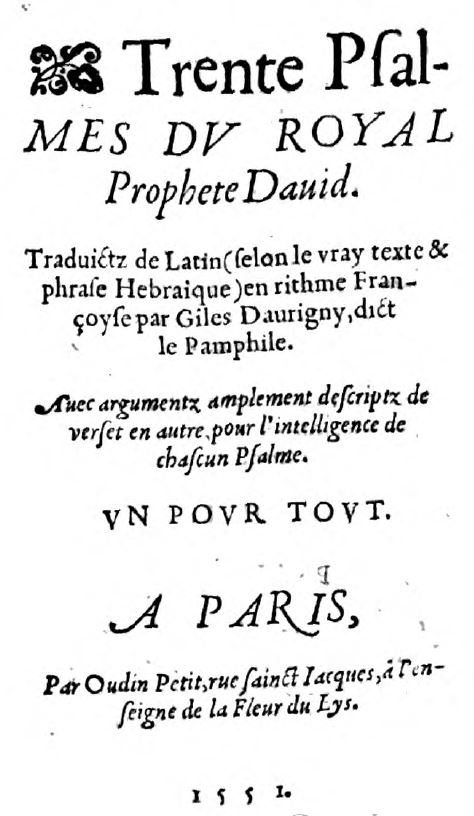
Les Trente psalmes de Paris, Oudin Petit, 1551.

- Trente psalmes du royal prophète David, traduictz de latin en rithme françoise par Gilles d’Aurigny. Paris : Guillaume Thiboust, 1549. 16°, 54 f.[2]

Ces psaumes ont été réédités à Paris : chez Jean Ruelle, 1549, 16°, à Rouen chez Thomas Mallard, à Paris en 1551 dans une édition partagée entre Guillaume Thiboust et Oudin Petit et à Paris chez Benoist Prévost, 1551 (édition douteuse). On les trouve aussi à la suite des psaumes traduits par Marot : à Paris en 1550 chez Estienne Groulleau, à Rouen chez Robert et Jean Du Gort, 1550. Ils furent aussi mis en musique par Didier Lupi Second (Lyon : Godefroy et Marcelin Beringen, 1549 (1550 n. st.). Ces psaumes sont les Ps. 16, 17, 21, 27, 29, 30, 34, 39-42, 44, 49, 52, 62, 65, 67, 68, 73, 80, 84, 95, 96, 111, 112, 121, 125-127 et 139 ; ils complémentent ceux qui furent traduits par Marot ; ils furent ensuite intégrés dans le corpus poétique intitulé Psautier de Paris, avec ceux de Clément Marot, Robert Brincel, Claude-Barthélémy Bernard et Christophe Richer notamment.
- Contemplation sur la mort de Jésus-Christ, par laquelle est montrées la différence qui est entre Adam céleste, & Adam terrestre, entre l'arbre où l'un a commis offense, & l'arbre où l'autre l'a remise : entre le fruit que l'un nous a ôté & le fruit que l'autre nous a donné: le tout en rime. Paris : Jacques Bogard, 1547. Œuvre apparemment perdue[9].
- D'autres œuvres spirituelles lui ont été attribuées[10] mais semble-t-il à tort.